# Wicked Wonderland
Wicked Wonderland är en låt inom genren elektronisk musik av den norske DJ:en och skivproducenten Martin Tungevaag, utgiven 12 juni 2014 (egentligen den 30 juni 2014) på Kontor Records.
Låten är skriven av Tungevaag själv (han har även producerat den), tillsammans med Henning Olerud och Harper Russ.

## Listplaceringar
| År   | Land      | Lista                | Plats | Ref    |
| ---- | --------- | -------------------- | ----- | ------ |
| 2014 | Österrike | Ö3 Austria Top 40    | 1     | [ 3 ]  |
| 2014 | Sverige   | Sverigetopplistan    | 1     | [ 4 ]  |
| 2014 | Norge     | VG-lista             | 4     | [ 5 ]  |
| 2014 | Schweiz   | Schweizer Hitparade  | 21    | [ 6 ]  |
| 2014 | Frankrike | SNEP                 | 9     | [ 7 ]  |
| 2014 | Polen     | Dance Top 50         | 38    | [ 8 ]  |
| 2014 | Belgien   | Ultratop (Vallonien) | 14    | [ 9 ]  |
| 2014 | Belgien   | Ultratop (Flandern)  | 28    | [ 10 ] |
| 2014 | Tyskland  | Media Control Charts | 6     | [ 11 ] |